# Carte audio
Audiocartea (în engleză audiobook, tradus direct Carte audio) este o înregistrare a lecturii cu voce tare a unui text pe un mediu purtător de informație. Pentru aceasta nu este necesară o lectură (citire) identică a originalului scris, acceptându-se și alte versiuni „vorbite” ale acestuia. Mediile purtătoare utilizate sunt disc audio clasic, bandă magnetică, DVD, disc compact (disc dur). Ideea acestor cărți a apărut în 1931, când în Statele Unite ale Americii a fost inițiat proiectul „Cărți pentru nevăzători”, iar în 1932 a apărut primul exemplar.

## Istoric
Audiocartea (cartea audio) a apărut odată cu dezvoltarea și popularizarea (ieftinirea) mijloacelor de înregistrare și de reproducere a sunetelor și a fost utilizată frecvent în ajutorarea orbilor sau celor cu probleme de vedere. În multe orașe din lume s-au creat biblioteci cu plăci de patefon sau casete de bandă cu cărți vorbite.
O altă folosire a metodei cărților audio este la învățarea limbilor străine, cu pronunția și dicția corecte.
De mult succes s-au bucurat înregistrările unor poezii sau piese de teatru înregistrate de autori sau de mari actori.
Utilizatorii de astăzi ai audiocărții sunt cei care duc o activitate monotonă, ca șofatul pe distanțe lungi.